# Bryan Olivo
Pour les articles homonymes, voir Olivo.
Bryan Olivo, né le 4 janvier 2003 à Pordenone, est un coureur cycliste italien.

## Biographie
Bryan Olivo est né à Pordenone,, d'un père directeur d'une entreprise de construction et d'une mère concierge. Il grandit dans la localité voisine de Fiume Veneto, au contact du monde du vélo. Son oncle et son grand frère ont eux-mêmes participé à des compétitions cyclistes au niveau amateur. Il prend sa première licence dès l'âge de six ans. Cycliste polyvalent, il s'essaye à diverses disciplines durant son adolescence. Il a obtenu de bons résultats sur route, sur piste, mais aussi en VTT et en cyclo-cross. 
Dans les catégories de jeunes, il est notamment champion d'Italie sur route en 2016, champion national de cyclo-cross en 2017, ou encore champion d'Italie de poursuite par équipes en 2020. En 2021, il décroche un nouveau titre de champion national en cyclo-cross, chez les juniors. Il se classe également deuxième de la poursuite par équipes aux championnats du monde sur piste juniors, avec la délégation italienne. 
En 2022, il intègre la Cycling Team Friuli ASD, qui évolue au niveau continental. Ce transfert l'amène à abandonner définitivement le cyclo-cross pour les courses sur route. Il continue toutefois de pratiquer le cyclisme sur piste. Bon rouleur, il est sacré champion d'Italie du contre-la-montre par équipes espoirs, avec plusieurs coéquipiers. 
Lors de la saison 2023, il devient champion d'Italie du contre-la-montre espoirs, mais au niveau individuel. Il récolte par ailleurs une médaille d'argent aux championnats d'Europe sur piste espoirs, toujours en poursuite par équipes. Le quatuor italien est devancé en finale par la sélection britannique.

## Palmarès sur route

### Par année
- 2016
  -  Champion d'Italie débutants 1re année[4]
- 2022
  -  Champion d'Italie du contre-la-montre par équipes espoirs
  - 3e du championnat d'Italie du contre-la-montre espoirs
- 2023
  -  Champion d'Italie du contre-la-montre espoirs
- 2024
  - Coppa San Geo
  - 2e du Giro del Casentino
  - 3e du championnat d'Italie du contre-la-montre par équipes espoirs

### Classements mondiaux
| Année                                 | 2022  | 2023  |
| ------------------------------------- | ----- | ----- |
| Classement mondial                    | 1881e | 1576e |
| UCI Europe Tour                       | 1212e | 1047e |
|                                       |       |       |
| Légende : nc = non classéSource : UCI |       |       |

## Palmarès sur piste

### Championnats du monde
| Édition / Épreuve       | Poursuite par équipes |
| Le Caire 2021 (juniors) | Argent                |

### Championnats d'Europe
| Édition / Épreuve     | Poursuite par équipes |
| Anadia 2023 (espoirs) | Argent                |

### Championnats nationaux
- 2020
  -  Champion d'Italie de poursuite par équipes juniors (avec Manlio Moro, Alessio Portello et Alessandro Malisan)[5]
- 2021
  - 2e du championnat d'Italie de poursuite individuelle juniors
- 2022
  - 3e du championnat d'Italie de course scratch
- 2023
  - 2e du championnat d'Italie de poursuite individuelle
  - 3e du championnat d'Italie de poursuite par équipes
  - 3e du championnat d'Italie de vitesse par équipes

## Palmarès en cyclo-cross
- 2016-2017
  -  Champion d'Italie débutants 2e année[6]
- 2020-2021
  -  Champion d'Italie juniors